# سیبیان (اسباب‌بازی جنسی)

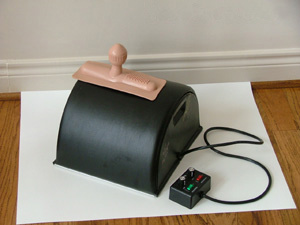
یک سیبیان به همراه کیر مصنوعی

سیبیان، (به انگلیسی: Sybian) که به نام زین سیبیان (به انگلیسی: Sybian saddle) نیز شناخته می‌شود، یک اسباب‌بازی جنسی است که نخست برای خودارضایی زنان ساخته شد. این دستگاه شامل یک صندلی زین مانند موتوردار به همراه یک کیر مصنوعی بر بالای آن است که به هنگام روشن شدن، کیر حرکات دورانی یا بالا و پایین انجام می‌دهد. ابزارهای جانبی دیگری همچون لرزاننده‌های محرک کلیتوریس خارجی را نیز می‌توان روی این دستگاه سوار کرد. فرد قادر است شدت و سرعت عمل دستگاه را از راه جعبه کنترل تعبیه شده روی پایه آن هدایت کند.

## در رسانه‌ها
سیبیان به سال ۱۹۸۷ هنگامی که تازه به بازار عرضه شده بود، در مجله پِنت‌هاوس به تصویر کشیده شد.
با وجود آنکه سیبیان در فیلم‌های پورن بسیاری از سال ۲۰۰۰ حضور داشته، بیش‌تر شهرت این دستگاه به سبب حضور در برنامه هاوارد استرن شو در رادیوی ماهواره‌ای سیریوس است. هاوارد استرن برای کادوی تولدش در سال ۲۰۰۶ یک دستگاه سیبیان هدیه گرفت و از آن پس این دستگاه در استودیوی رادیو سیریوس ماند تا هر مهمانی که دوست داشت بتواند از آن استفاده کند.